# Punta de Munduba
La punta de Munduba está situada al este del litoral paulista, en la ciudad brasileña de Guarujá. Fue descubierta en 1578 por el portugués pionero Charles Munduba. En su búsqueda de objetos indígenas de valor se desvió de su ruta y salió en un punto litoral nunca antes descubierto que bautizó como Punta de Munduba.